# Granulito

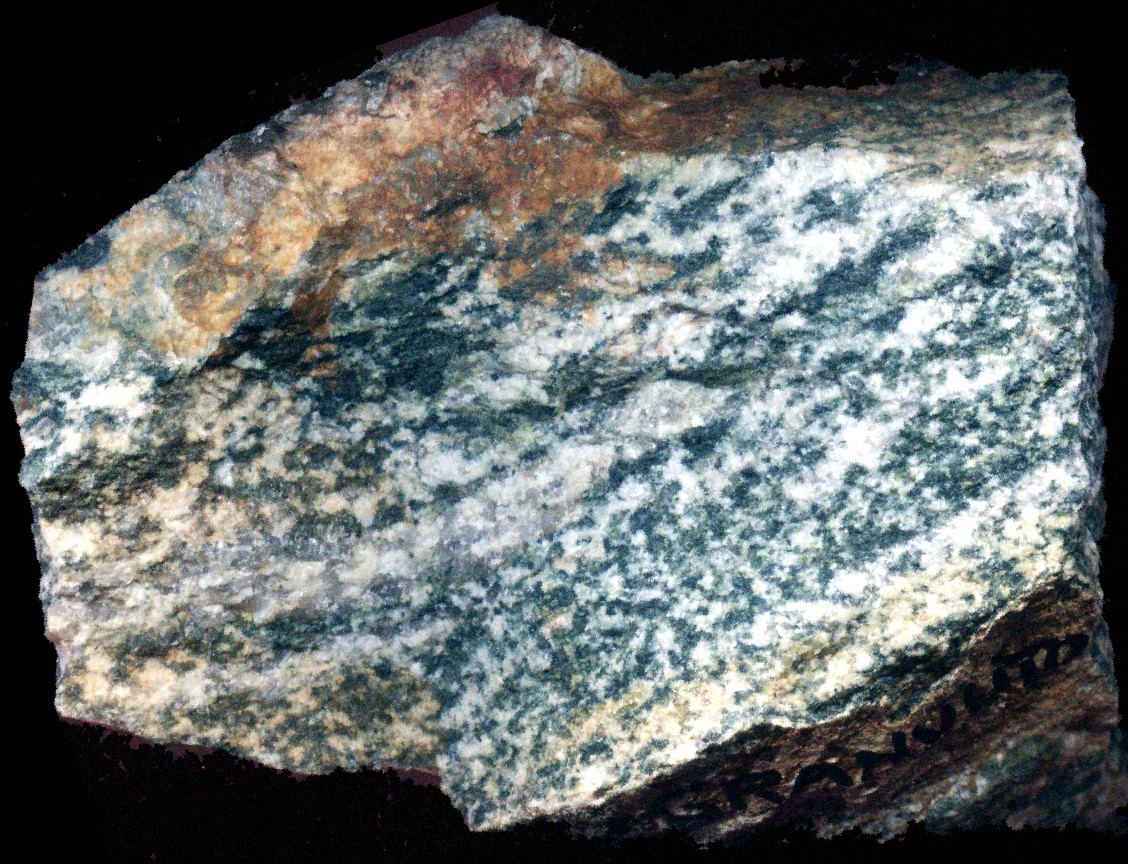
Granulito do complexo de Santa Catarina/Serra Negra

O granulito é uma classe de rochas metamórficas formada em condições de fácies granulito, ou seja, condições de metamorfismo de alta temperatura (> 700 °C) e pressão intermediária a alta (entre 2 e 15 kbar). Por conta das condições de formação, alta temperatura, os granulitos são tidos como formados em profundidade na crosta terrestre.
Os minerais presentes em um granulito podem variar de acordo com a característica química de seu protólito e as exatas condições de temperatura e pressão. Um tipo comum de granulito, encontrado em cinturões metamórficos de alto grau, contém minerais ferromagnesianos anidros como o clinopiroxênio e ortopiroxênio, além de plagioclásio, granada e óxidos de ferro (magnetita) e titânio (ilmenita).